# Club d'échecs de Manhattan
Le Club d'échecs de Manhattan (en anglais : Manhattan Chess Club) était le second plus ancien club d'échecs des États-Unis. Il fut fondé en 1877 et  a fermé en janvier 2002 après 124 ans d'existence..
En 1886, le club de Manhattan accueillit le début du premier championnat du monde d'échecs officiel de l'histoire, le match entre Johannes Zukertort et Wilhelm Steinitz. Il organisa aussi celui de 1891 entre ce dernier et I. Gunsberg.
C'est dans le club de Manhattan que furent organisés les tournois internationaux de New York de 1924 (le plus fort tournoi d'échecs des années 1920 ; vainqueur Emmanuel Lasker ) et de 1927 (vainqueur José Raul Capablanca). C'est le 7 mars 1942, durant une partie qu'il regardait, que ce dernier eut une attaque qui l'emporta le jour suivant .
Arthur Bisguier, Samuel Reshevsky et Bobby Fischer (en 1955 et 1956) ont été membres du club. Le club changea plusieurs fois d'emplacement dans New York.